# James J. Jeffries
James "Jim" Jackson Jeffries, född 15 april 1875, död 3 maj 1953, var en amerikansk professionell boxare som var världsmästare i tungvikt 1899-1905.

## Biografi

### Världsmästare
Jeffries debuterade som proffs vid 20 års ålder och fyra år senare blev han världsmästare i tungviktsklassen efter att ha besegrat Bob Fitzsimmons. Han blev därmed den tredje tungviktsmästaren sedan boxning med handskar blivit obligatoriskt.
Jeffries främsta tillgångar som boxare anses ha varit hans styrka och enorma stryktålighet. Båda egenskaperna visades tydligt år 1902 i en returmatch mot Fitzsimmons. Jeffries fick oerhörda mängder stryk av utmanaren och när matchen nått rond 8 blödde mästaren kraftigt från flera sår och näsan var bruten. I dagens boxning hade matchen vid det laget förmodligen redan stoppats till utmanarens fördel. Men trots allt stryk hade ändå Jeffries kraft nog att med ett enda mäktigt slag i samma rond knocka Fitzsimmons.

### Comeback som det första "Vita hoppet"
Efter sju titelförsvar drog sig Jeffries tillbaka som obesegrad mästare 1905 men 5 år senare var han tillbaka i ringen för att försöka återta titeln. Motståndaren var Jack Johnson som 1908 blev den förste afro-amerikanen att bli tungviktsmästare. Matchen ägde rum den 4 juli 1910 i Reno, Nevada och har av boxningshistoriker kallats "en av de viktigaste i boxningshistorien". I det tidiga 1900-talet var rasismen utbredd USA och Johnson var i egenskap av afro-amerikan en i många läger impopulär mästare. För det "vita USA" var det än mer irriterande att mästaren dessutom verkade överlägsen allt motstånd som ställdes mot honom. Till sist övertygades Jeffries om att göra comeback då han sågs som det "stora vita hoppet" och den enda som möjligen kunde besegra Johnson.
Förhandsreklamen präglades av mycket rasism och Jeffries anhängare menade att han "kunde besegra niggern med ena handen bakbunden". Själva matchen blev emellertid ensidig då den nu 35-årige utmanaren, likt många andra tidigare, chanslös mot Johnson. Matchen tog slut i 15:e ronden då Jeffries tränare stoppade matchen efter att hans adept synat golvet tre gånger i snabb följd.
Förlusten mot Johnson blev Jeffries sista match. Totalt gick han 23 matcher med 19 vinster (14 på knockout), 1 förlust, 2 oavgjorda och 1 "no contest".